# De Woude
De Woude is een dorp in de gemeente Castricum, in de Nederlandse provincie Noord-Holland. Het dorp ligt op een eiland in het Alkmaarder- en Uitgeestermeer en is alleen per pont te bereiken. Het telt ongeveer 155 inwoners.
Het eiland werd echt een eiland toen in de 19e eeuw aan de rand van de Kogerpolder de Markervaart werd doorgetrokken tot en met het Noordhollandsch Kanaal. Daarvoor lag het net vast aan de Kogerpolder. Het westelijke puntje van de Kogerpolder valt formeel onder De Woude evenals de Oostwouderpolder.
Het eiland waarop het dorp De Woude is gelegen, wordt gevormd door de Westwouderpolder, dat een uniek weidevogelgebied is.

## Geboren in De Woude
- Tessa Brouwer (1991), zwemster

## Fotogalerij

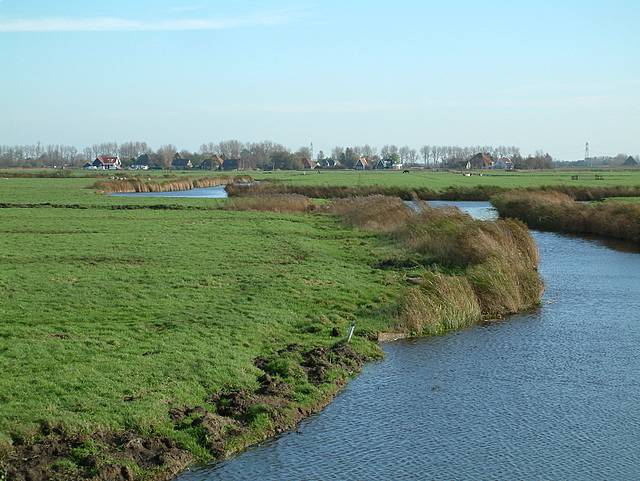
De Woude gezien vanuit de Westwouderpolder
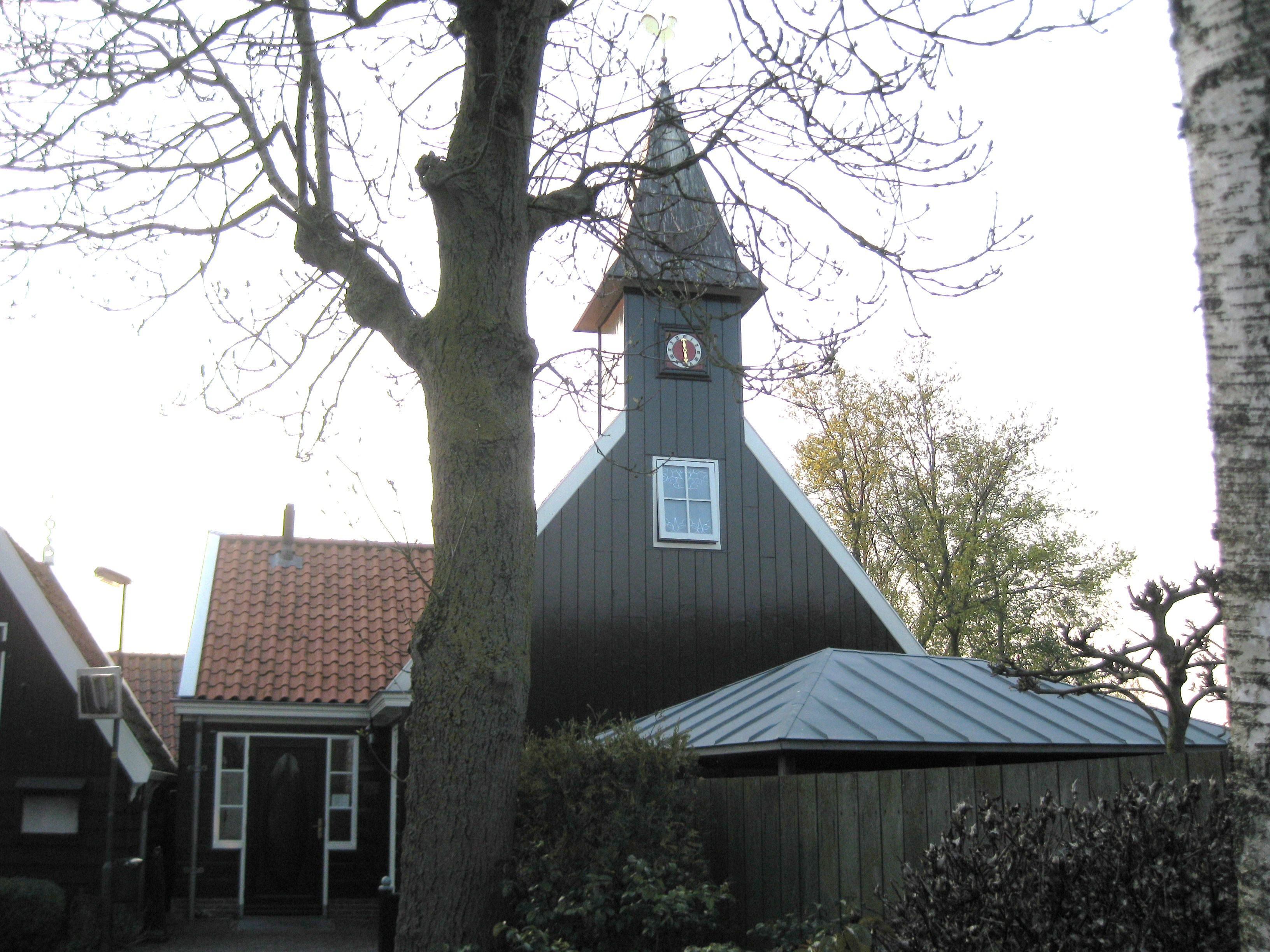
Het kerkje
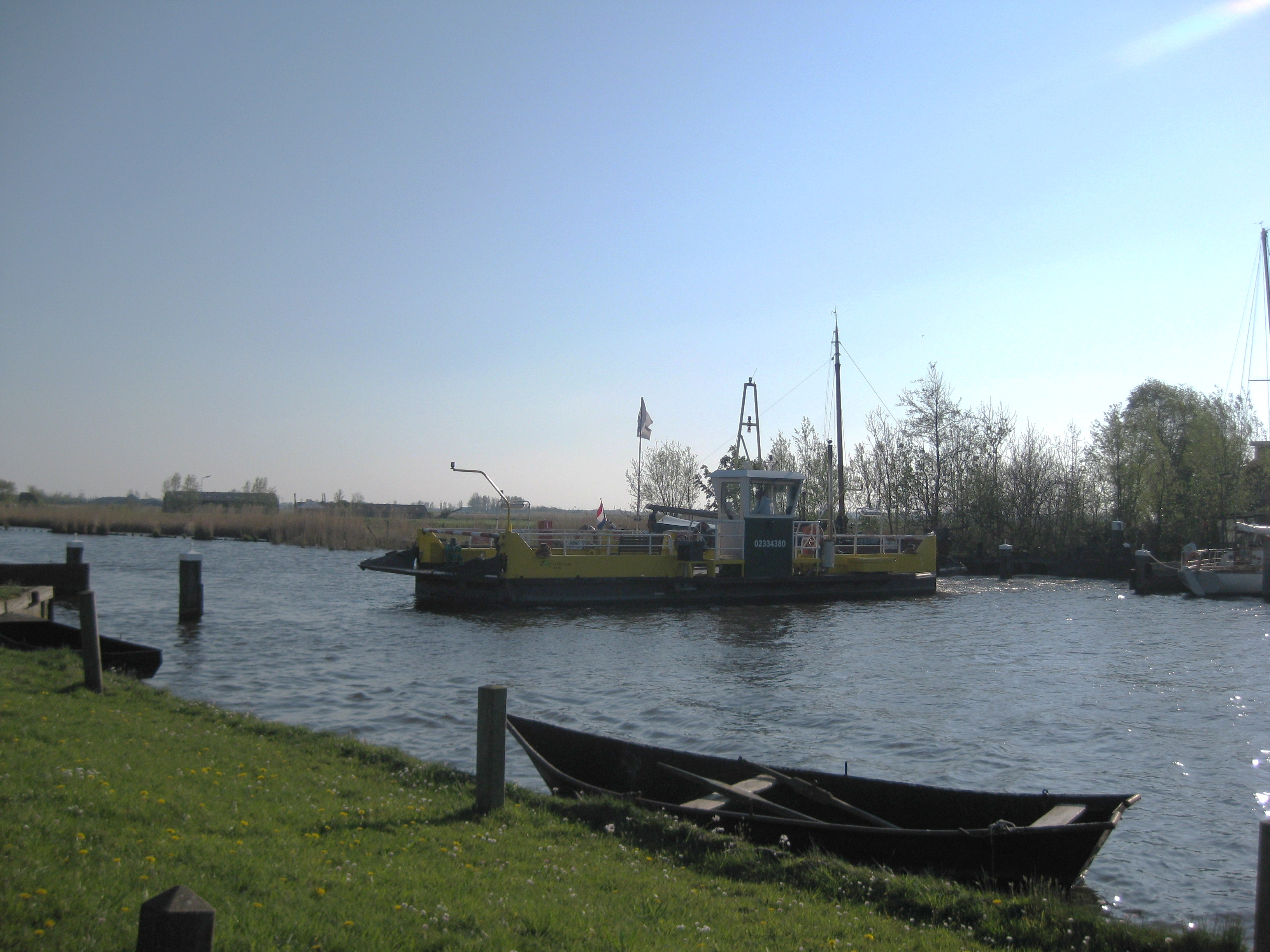
De pont over de Markervaart
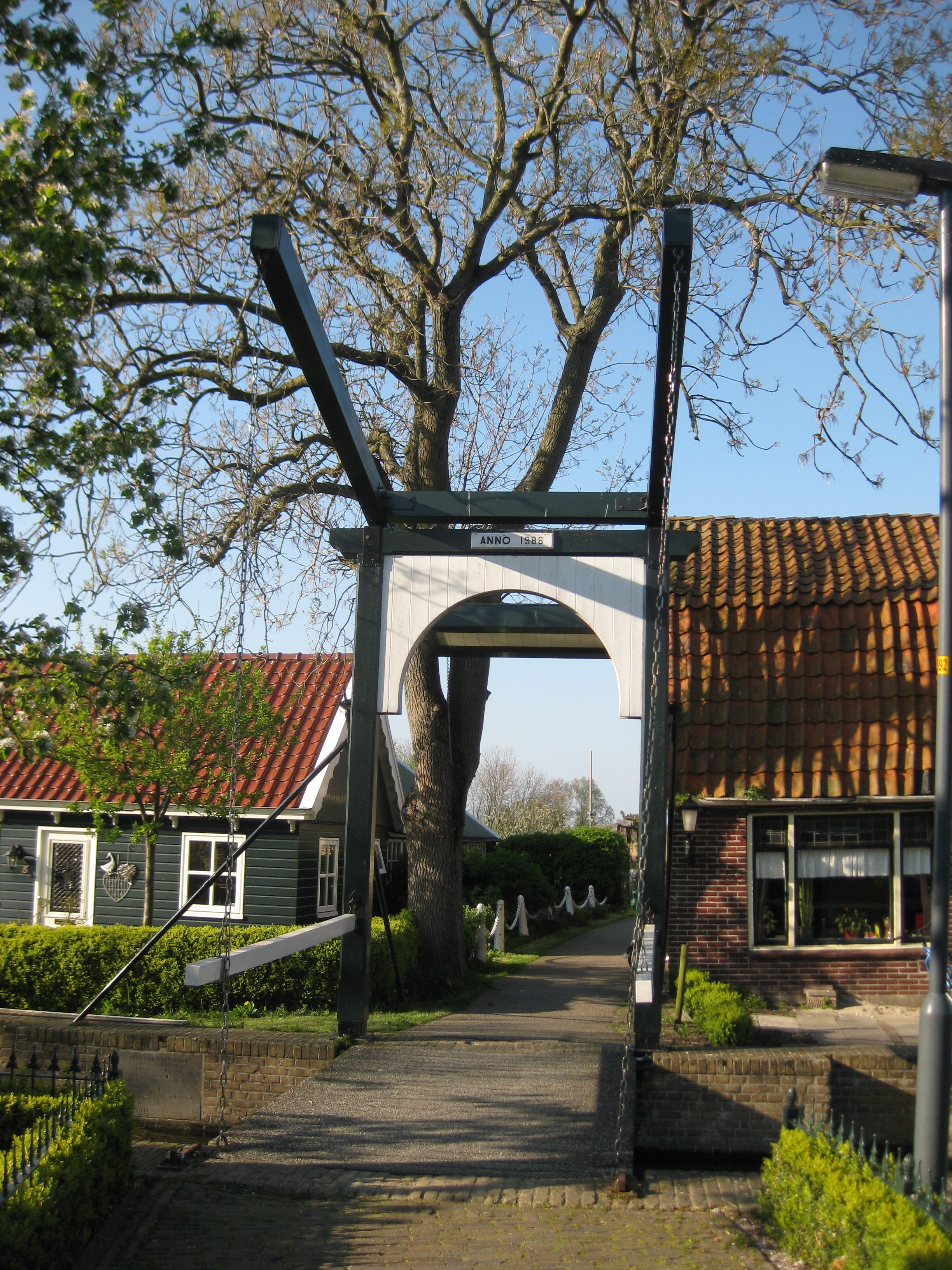
Ophaalbrug

Dorpen: Akersloot · Bakkum · Bakkum-Noord · Castricum · Castricum aan Zee · Dusseldorp · Limmen · De Woude

Buurtschappen: Boekel · Duin en Bosch · Heemstee · Klein Dorregeest (deels) · Kogerpolder (deels) · Molendijk · Noord-End · Noord-Bakkum · Oosterbuurt · Oosterzij (deels) · Schulpstet · Starting · Stierop
Noord-Holland: Steden en dorpen      Nederland: Provincies · Gemeenten